# Leptanilla hypodracos
Leptanilla hypodracos  (лат.) — вид мелких муравьёв рода Leptanilla из подсемейства Leptanillinae (Formicidae). Юго-Восточная Азия.

## Распространение
Встречается в Юго-Восточной Азии: Сингапур (Central Catchment Nature Reserve).

## Описание
Мелкого размера муравьи жёлтого цвета (длина тела около 2 мм). Рабочие особи слепые (сложных глаз нет). Жвалы с 3 зубцами. Тело узкое, покрыто редкими короткими волосками, которые более многочисленны на усиках и жвалах. Голова длиннее своей ширины, боковые края немного выпуклые. Длина головы (HL) 0,35 мм, ширина головы (HW) 0,27 мм. Усики 12-члениковые, усиковые валики и усиковая булава отсутствуют, место прикрепления антенн открытое и расположено около переднего края головы. Скапус усиков короткий (короче головы). Метанотальная бороздка отсутствует. Стебелёк между грудкой и брюшком состоит из двух узловидных члеников (петиоль и постпетиоль). Жало развито. Близок к виду Leptanilla clypeata, но у L. hypodracos длинный базальный зубец на жвалах. Кроме того, голова L. hypodracos (CI = 76–78) немного уже, чем у L. clypeata (CI = 82–84). Вид был описан в 2016 году сингапурским мирмекологом Марком Вонгом (Mark K.L. Wong, National Parks Board, Сингапур) и гонконгским энтомологом Benoit Guénard (The University of Hong Kong, Гонконг, Китай).